# San Carlos Sija
San Carlos Sija är en kommunhuvudort i Guatemala.   Den ligger i kommunen Municipio de San Carlos Sija och departementet Departamento de Quetzaltenango, i den västra delen av landet, 120 km väster om huvudstaden Guatemala City. San Carlos Sija ligger 2 640 meter över havet och antalet invånare är 6 831.
Terrängen runt San Carlos Sija är huvudsakligen kuperad, men åt sydost är den platt. Runt San Carlos Sija är det tätbefolkat, med 530 invånare per kvadratkilometer. Närmaste större samhälle är San Francisco El Alto, 11,3 km öster om San Carlos Sija. I omgivningarna runt San Carlos Sija växer huvudsakligen savannskog.